# 覚尋 (華厳宗)
覚尋（かくじん、生没年不明）は、室町時代の華厳宗の僧侶。祖父は関白九条満家。兄は関白九条政忠。

## 生涯
九条加々丸の次男として生まれる。宝徳4年（1452年）に東大寺の子院・東南院門跡の珍覚の後継者として東南院に入室。出家して珍済と名乗る。門跡となった後、数多くの不可解な行動をし問題を起こしている。
東南院の領地で生じた問題や、院家内で坊官以下の人びとを掌握することにほとんど関与せず、東南院門跡としての職務を何一つ果たさず、多くを経覚に任せ、頼りきった。
寛正5年（1464年）に名を覚尋と改めて東大寺別当に就任している。経覚の死後、政務が滞ったか文明年間（1469年 - 1487年）には周りから錯乱呼ばわりされるほど東南院は大混乱に陥った。
そのため、文明6年（1474年）閏5月4日に覚尋の進退について東大寺が朝廷に訴え、ついに覚尋は東南院門跡を解任された。後に大和国古市の迎福寺に隠棲した。